# Obrona obligatoryjna
Obrona obligatoryjna – sytuacja przewidziana w Kodeksie postępowania karnego, gdy oskarżony musi mieć obrońcę.
Obrona obligatoryjna zachodzi w następujących przypadkach:
- oskarżony nie ukończył 18 lat,
- oskarżony jest głuchy, niemy lub niewidomy,
- zachodzi uzasadniona wątpliwość, czy jego zdolność rozpoznania znaczenia czynu lub kierowania swoim postępowaniem nie była w czasie popełnienia tego czynu wyłączona lub w znacznym stopniu ograniczona (niepoczytalność),
- zachodzi uzasadniona wątpliwość, czy stan jego zdrowia psychicznego pozwala na udział w postępowaniu lub prowadzenie obrony w sposób samodzielny oraz rozsądny.

Ponadto oskarżony musi mieć obrońcę także wtedy, gdy sąd uzna to za niezbędne ze względu na inne okoliczności utrudniające obronę.